# 庫阿拉河
57°05′14″N 58°33′55″E / 57.08722°N 58.56528°E
庫阿拉河（俄语：Куара），是俄羅斯的河流，位於該國中部斯維爾德洛夫斯克州，屬於沃古爾卡河的右支流，河道全長27公里，流域面積186平方公里。